# Presa del Capulín
Presa del Capulín är en ort i Mexiko.   Den ligger i kommunen Villa García och delstaten Zacatecas, i den centrala delen av landet, 400 km nordväst om huvudstaden Mexico City. Presa del Capulín ligger 2 148 meter över havet och antalet invånare är 226.
Terrängen runt Presa del Capulín är varierad, och sluttar västerut. Runt Presa del Capulín är det ganska tätbefolkat, med 60 invånare per kvadratkilometer. Närmaste större samhälle är Loreto, 9,6 km nordväst om Presa del Capulín. Omgivningarna runt Presa del Capulín är i huvudsak ett öppet busklandskap.